# Pontificio consiglio della pastorale per gli operatori sanitari
Il Pontificio consiglio della pastorale per gli operatori sanitari (in latino Pontificium consilium de apostolatu pro valetudinis administris) è stato un dicastero della Curia romana.

## Storia
L'11 febbraio 1985 papa Giovanni Paolo II con il motu proprio Dolentium Hominum ha istituito la "Pontificia commissione per la pastorale degli operatori sanitari" (Pontificia commissio de apostolatu pro valetudinis administris). Tre anni più tardi, con la riforma della Curia romana (Pastor Bonus, 28 giugno 1988), la commissione è divenuta "Pontificio consiglio della pastorale per gli operatori sanitari", raggiungendo l'autonomia che la costituzione apostolica dà a tutti i dicasteri.
Il 13 maggio 1992 Giovanni Paolo II istituì la "Giornata mondiale del malato"; inizialmente celebrata ogni anno in distinte località, per disposizione di papa Benedetto XVI dal 2007 viene celebrata a livello internazionale ogni tre anni (2007 a Seul, 2010 a Roma, 2013 a Altötting in Germania, 2016 a Nazareth), mentre negli anni intermedi la celebrazione avviene a livello locale.
Dal 1994, per disposizione di Giovanni Paolo II, al Pontificio consiglio venne collegata per operare in stretto rapporto la Pontificia accademia per la vita.
Dal 2004 al Pontificio consiglio fu affidata la "Fondazione il Buon Samaritano", creata da Giovanni Paolo II «al fine di sostenere economicamente i malati più poveri e, in particolare, le persone affette da HIV-AIDS, malaria e tubercolosi».
Con il motu proprio Humanam progressionem del 17 agosto 2016 papa Francesco ne ha disposto la soppressione a partire dal 1º gennaio 2017. Le sue funzioni sono ora esercitate dal nuovo Dicastero per il servizio dello sviluppo umano integrale.

## Competenze e struttura
Secondo la Pastor Bonus il Pontificio consiglio della pastorale per gli operatori sanitari aveva come scopo principale di manifestare «la sollecitudine della Chiesa per gli infermi aiutando coloro che svolgono il servizio verso i malati e sofferenti, affinché l'apostolato della misericordia, a cui attendono, risponda sempre meglio alle nuove esigenze.»
La stessa costituzione apostolica così esplicitava i compiti di questo pontificio consiglio:
§ 1. Spetta al Consiglio far conoscere la dottrina della Chiesa circa gli aspetti spirituali e morali della malattia ed il significato del dolore umano.
§ 2. Esso offre la sua collaborazione alle Chiese locali, perché gli operatori sanitari possano ricevere l'assistenza spirituale nell'esplicare la loro attività secondo la dottrina cristiana, e perché inoltre a coloro che svolgono l'azione pastorale in questo settore non manchino i sussidi adeguati nel compimento del proprio lavoro.
§ 3. Favorisce l'attività teorica e pratica, che in questo campo svolgono in vari modi sia le organizzazioni cattoliche internazionali, sia le altre istituzioni.
§ 4. Segue attentamente le novità in campo legislativo e scientifico che riguardano la salute, al precipuo fine che se ne tenga opportunamente conto nell'opera pastorale della Chiesa.»
(Pastor Bonus, art. 153.)
La direzione del Pontificio consiglio era affidata ad un presidente, coadiuvato da un segretario e da un sottosegretario, tutti di nomina pontificia e della durata di cinque anni. Il Pontificio consiglio era costituito da 30 membri, rappresentanti i diversi dicasteri della Curia romana ed istituzioni religiose sanitarie, e 40 consultori.
Tra le principali iniziative del Pontificio consiglio della pastorale per gli operatori sanitari c'erano: la pubblicazione della rivista "Dolentium Hominum"; la celebrazione annuale di una conferenza in Vaticano sui temi della malattia e della cura; l'organizzazione della Giornata mondiale del malato; la catalogazione dei centri sanitari di proprietà della Chiesa o dove la Chiesa svolge il proprio lavoro.

## Cronotassi

### Presidenti
- Cardinale Eduardo Francisco Pironio † (16 febbraio 1985 - 1º marzo 1989 dimesso)
  - Arcivescovo Fiorenzo Angelini † (16 febbraio 1985 - 1º marzo 1989 nominato presidente del medesimo dicastero) (pro-presidente)
- Cardinale Fiorenzo Angelini † (1º marzo 1989 - 31 dicembre 1996 ritirato)
- Cardinale Javier Lozano Barragán † (7 gennaio 1997 - 18 aprile 2009 ritirato)
- Arcivescovo Zygmunt Zimowski † (18 aprile 2009 - 12 luglio 2016 deceduto)

### Segretari
- Vescovo José Luis Redrado Marchite, O.H. (4 gennaio 1986 - 14 luglio 2011 ritirato)
- Presbitero Jean-Marie Mate Musivi Mupendawatu (14 luglio 2011 - 1º gennaio 2017)

### Sottosegretari
- Presbitero Felice Ruffini, M.I (4 gennaio 1986 - 2009 dimesso)
- Monsignore Jean-Marie Mate Musivi Mupendawatu (1º settembre 2009 - 14 luglio 2011 nominato segretario del medesimo dicastero)
- Presbitero Augusto Chendi, M.I. (14 luglio 2011 - 1º gennaio 2017)